# Јосеф Малечек
Јосеф Малечек (чеш. Josef Maleček; Праг, 18. јун 1903 − Бејпорт, 26. септембар 1982) био је један од најбољих чехословачких хокејаша на леду у периоду између два светска рата. Играо је на позицији централног нападача и својевремено важио за једног од најбољих европских играча на тој позицији.
Играо је за чехословачке клубове Спарту и ЛТЦ из Прага, и Слован из Братиславе од 1921. до 1948. године, када је након доласка комуниста на власт у земљи емигрирао прво у Швајцарску, а потом 1955. у Сједињене Државе. За нешто мање од 30 сезона колико је провео у чехословачким клубовима постигао је преко 1.000 голова и освојио 6 титула националног првака. Након светског првенства 1931. на којем је проглашен за најбољег стрелца, њујоршки Ренџерси понудили су му професионални уговор и могућност наступања у најјачој хокејашкој лиги света, НХЛ-у, међутим одбио је и наставио да игра у својој земљи.
У дресу репрезентације Чехословачке освојио је укупно 12 медаља на европским првенствима, по 4 медаље сваког сјаја. Са светских првенстава има две бронзе, са СП 1933. и СП 1938. године. Био је део олимпијске репрезентације Чехословачке на ЗОИ 1924, ЗОИ 1928. и ЗОИ 1936. године.
Поред хокеја рекреативно се бавио и тенисом, фудбалом, атлетиком и хокејом на трави. Био је власник једне од првих специјализовано хокејашких продавница у Чехословачкој. Након одласка у Сједињене Државе радио је као новинар за „Радио Слободна Европа”. Године 2003. постхумно је уврштен у „Хокејашку кућу славних ИИХФ-а”.